# 팔호
팔호(중국어: 八虎, 병음: Bā Hǔ) 또는 팔당(중국어 간체자: 八党, 정체자: 八黨)은 명나라 정덕제 재위기에 국정을 좌지우지했던 환관 집단이다. 유근(劉瑾) · 마영성(馬永成) · 고봉(高鳳) · 라상(羅祥) · 위빈(魏彬) · 구취(丘聚) · 곡대용(谷大用) · 장영(張永)의 8명을 가리킨다.

## 같이 보기
- 십상시
- 왕진
- 위충현
- 환관